# بيلي كارول
بيلي كارول (بالإنجليزية: Billy Carroll)‏ هو لاعب هوكي الجليد أمريكي، ولد في 19 يناير 1959 في تورونتو في كندا.

## وصلات خارجية
- بيلي كارول على موقع دوري الهوكي الوطني (الإنجليزية)
- بيلي كارول على موقع EliteProspects.com (الإنجليزية)
- بيلي كارول على موقع HockeyDB.com (الإنجليزية)
- بيلي كارول على موقع Hockey-Reference.com (الإنجليزية)